# Tomasevics Zorka
Tomasevics Zorka (Pomáz, 1949. január 12. –) Balázs Béla-díjas magyar szinkronrendező, egyetemi tanár.
Több mint 2000 film gyártásvezetője, asszisztense, rendezője, szövegírója volt.

## Élete
Tomasevics Zorka 1949. január 12-én született Pomázon Tomasevics László és Gründler Judit gyermekeként. Apja szerb, anyja sváb, míg ő maga magyar nemzetiségű. Gyermekkorában elkapta a gyermekparalízis betegséget, ami a járásában akadályozza.
1979-1982 között a Színház- és Filmművészeti Főiskola adásrendező szakán tanult.
1996 óta szinkronszínészeket, szövegíró-dramaturgokat oktat, oktatófilmekhez ír forgatókönyveket, rádiójátékokat, hangoskönyveket rendez. 2000 óta a Pázmány Péter Katolikus Egyetemen, a Károli Gáspár Református Egyetemen és a Budapesti Műszaki Egyetemen beszédtechnikát tanít.

## Munkássága

### Szinkronrendezései
- Titkos ügynök (1936)
- Párbaj a napon (1946)
- A játék véget ért (1947)
- Fehér karácsony (1954)
- A tévedés (1956)
- El Paóban nő a láz (1959) (2. magyar változat)
- Aladdin csodái (1961)
- Lolita (1962)
- Az ördög és a tízparancsolat (1962)
- Jó estét, Mrs. Campbell! (1968) (2. magyar változat)
- Jöttem, láttam, lőttem (1968) (2. magyar változat)
- Kármin és arany (1968) (a film címe Bosszú és becsület fordításban is megtalálható)
- Heves jeges (1969)
- Robin Hood, a tüzes íjász (1970) (2. magyar változat)
- Csakazértis nagyapa (1971)
- Halkan a basszushangfalakkal (1971)
- Klute (1971)
- Piszkos Harry (1971)
- Sötét Torino (1972)
- A majmok bolygója 5. (1973)
- Az ördögűző (1973)
- Hajsza a föld alatt (1974)
- A hölgy és a bandita (1974)
- Ítélet (1974)
- Sivatagi show (1974)
- Agyő, haver! (1975) (2. magyar változat)
- Almagombóc banda (1975)
- King Kong (1976)
- Tapsi Hapsi – Húsvéti különkiadás (1977)
- Tapsi Hapsi – Szellemek napja (1977)
- Tapsi Hapsi Artúr király udvarában (1977)
- Cápa 2. (1978)
- Mindenáron vesztes (1978)
- Pokolról pokolra (1978) (2. magyar változat)
- A fekete lyuk (1979)
- A nyolcadik utas: a Halál (1979)
- Star Trek: Csillagösvény (1979) (2. magyar változat)
- Tapsi Hapsi – Anyák napi különkiadás (1979)
- Bármi áron (1980)
- Dodó kacsa húsvéti meglepetése (1980)
- Tapsi Hapsi – Bűnügyi különkiadás (1980)
- Az eltűnt Madonna (1981)
- Az erdei fantom (1981)
- Haver, haver (1981)
- Menekülés a győzelembe (1981)
- A sárkányölő (1981)
- Álomvilág (1982)
- Danton (1982)
- Őrült küldetés (1982)
- Halló, halló! (1982) (1. magyar változat)
- BMX banditák (1983)
- Cápa 3. (1983)
- Gyilkos rohanás (1983)
- Az igazság útja (1983)
- Fantomkép (1984)
- Hóvirágünnep (1984)
- Maradok hűtlen híve (1984)
- Akkor és most (1985)
- Fletch (1985)
- Kommandó (1985)
- Mattia Pascal két élete (1985)
- Metró (1985)
- Rázós futam (1985)
- Románc az Orient expresszen (1985)
- A csodafegyver (1986)
- Az elvarázsolt erdő (1986)
- Halálhágó (1986) (2. magyar változat)
- Vissza a suliba (1986)
- Apja fia (1987)
- Cherry 2000 (1987)
- Forró szívek, hideg lábak (1987)
- A keményfejű (1987) (1. magyar változat)
- Kincses sziget az űrben (1987)
- Szellemlovagok (1987)
- Földönkívüli zsaru (1988)
- Ölj meg, zsaru! (1988)
- A Roberts testvérek (1988)
- Roger nyúl a pácban (1988)
- Saigon – A tiltott zóna (1988)
- Az érzelmek embere (1989)
- A mocsárlény visszatér (1989)
- Szuvenír (1989)
- Adj rá kakaót! (1990)
- Nikita (1990)
- Az öreg halász és a tenger (1990)
- Ovizsaru (1990)
- Tűzmadár akció (1990)
- Amerikai gyilkosság (1991)
- Belevaló papapótló (1991)
- Hölgyek játéka (1991)
- Kiáltás a vadonban (1993)
- A nagymama soha (1993)
- A Sárkány – Bruce Lee élete (1993)
- TC 2000 (1993)
- Angyalok a pályán (1994)
- Egy híján túsz (1994)
- Enyhe átverés (1994)
- Hallgass velem (1994)
- Jó zsaru, rossz zsaru (1994)
- Digitális maffia (1995)
- Halálosztó harcos (1995)
- Határerő (1995)
- Sorozatgyilkos (1995)
- X polgártárs (1995)
- Hirtelen pokol (1996)
- A jaguár bosszúja (1996)
- Robbanófejek (1996)
- Az üldözött (1998)
- Csúcsformában (1998)
- Pocahontas: A legenda [1999]
- Talán (1999)
- Macskafogó 2. – A sátán macskája (2007)

### Hangrendezés
- Ének a csodaszarvasról (2002)

### Gyártásvezetései
- Vadállatok a fedélzeten (1960)
- Heves jeges (1969)
- Piedone, a zsaru (1973) (1. magyar változat)
- Frédi és Béni, avagy a két kőkorszaki szaki (1. magyar változat)
- Homokember (1995)

### Rendezőasszisztensként
- Tükör (1975)

## Díjai
- Magyar Köztársasági Arany Érdemkereszt (2007)
- Balázs Béla-díj (2024)[3]